# Looney Tunes: Back in Action
Looney Tunes: Back in Action ist eine US-amerikanische Filmkomödie aus dem Jahr 2003. Der auf der Trickfilmserie Looney Tunes beruhende Film verbindet Zeichentrickfiguren mit den Aufnahmen der realen Welt. Regie führte Joe Dante, das Drehbuch schrieb Larry Doyle.

## Handlung
Der für das Filmstudio Warner Bros. tätige Daffy Duck fühlt sich in seinen Rollen gegenüber Bugs Bunny benachteiligt. Er fordert von der Managerin Kate Houghton bessere Vertragsbedingungen, worauf sie ihn entlässt. Währenddessen bewirbt sich der Wachmann DJ Drake als Stuntman, wird aber nicht angenommen. Er soll anschließend auf Daffy Duck auf dessen Weg nach draußen aufpassen, dieser richtet jedoch auf dem Studiogelände einige Zerstörungen an. DJ wird deswegen ebenfalls entlassen.
Daffy Duck geht mit zu DJ nach Hause, weil er nirgendwo sonst unterkommen kann. Sie sprechen über DJs Vater Damian Drake, der, in einer Rolle als Topspion, ein bekannter Schauspieler ist. Daffy Duck hält ihn hingegen für einen echten Spion, was, wie sich alsbald herausstellt, auch zutrifft. Damian wurde von Mr. Chairman, dem Vorstand der Firma ACME, entführt. Dessen Ziel ist es, mit Hilfe eines Diamanten mit dem Namen Der blaue Affe die Weltherrschaft an sich zu reißen. Damian weiß, wo der Diamant zu finden ist. Es gelingt ihm, mit seinem Sohn Kontakt aufzunehmen und um Hilfe zu bitten. Als Ansprechpartnerin soll Dusty Tails in Las Vegas fungieren. DJ und Daffy machen sich also auf den Weg dorthin. Dusty entpuppt sich als Killerin und Spionin, die nach außen hin unter der Maske einer Sängerin arbeitet. Von ihr erhalten die beiden eine Spielkarte, eine Karo Dame, die eigentlich Damian hätte bekommen sollen.
Mittlerweile ist das Management von Warner Bros. zu der Feststellung gelangt, dass die Entlassung von Daffy Duck ein Fehler war und beschließt, diese rückgängig zu machen. Kate wird daher beauftragt, Daffy zurückzuholen. Mit Hilfe von Bugs findet sie heraus, dass er in Las Vegas ist, und so machen sich die beiden mit Damians Auto, einem mit diversen Extras ausgestatteten Sportwagen, auf den Weg dorthin. Gerade angekommen stoßen sie auf DJ und Daffy, die sich dem Bemühen von Yosemite Sam und zwei seiner Kumpane erwehren müssen, ebenfalls an die Karte zu gelangen. Allen vieren gelingt schließlich die Flucht aus der Stadt.
Damians Auto bringt sie zu Mutter, einer Wissenschaftlerin, die in einer mysteriösen Anlage namens Area 52 an Außerirdischen forscht. Dort erhalten sie weitere Informationen über Damians Auftrag und DJ entschließt sich, diesen anstelle seines Vaters zu Ende zu bringen. Sie erfahren auch, dass der Diamant in der Lage ist, Strahlen auszusenden, durch die Menschen in Affen und auch wieder zurückverwandelt werden. Außerdem erhalten sie einen Hinweis, dass die Spielkarte etwas mit dem Gemälde der Mona Lisa zu tun hat, welches im Louvre in Paris zu finden ist. Zwischenzeitlich hat Marvin der Marsmensch, der ebenfalls in der Forschungsstation gefangen gehalten wird, per Funk von Mr. Chairman den Auftrag erhalten, die Spielkarte an sich zu bringen. Er befreit sich und die anderen Außerirdischen, richtet damit auch ein veritables Chaos an, bleibt aber letztlich erfolglos, denn den Vieren gelingt die Flucht. In Paris angekommen entdecken sie, dass sich auf der Spielkarte eine durchsichtige Folie befindet. Durch diese betrachtet zeigt das Gemälde eine Karte von Afrika, auf der der Fundort des Diamanten zu erkennen ist. Kate macht mit ihrem Handy ein Foto dieser Ansicht. Dem von Mr. Chairman nach Paris entsandten Mr. Smith gelingt es, das Handy an sich zu bringen. Somit wissen nun beide Seiten, dass das nächste Ziel Afrika ist.
Dort angekommen gelingt es zunächst DJ, den Diamanten in die Hände zu bekommen, aber auch Mr. Chairman taucht dort auf. Schließlich werden alle fünf mit einer Spezialwaffe in die Firmenzentrale von ACME teleportiert. Mr. Chairman kann den Diamanten an sich bringen und er beauftragt Marvin, mit einem Raumschiff einen Satelliten anzusteuern und den Edelstein dort zu installieren, damit er weltweit seine Wirkung entfalten möge. Daffy und Bugs gelingt es ebenfalls, in den Besitz eines Raumschiffes zu gelangen, und so verfolgen sie Marvin. In dem finalen Kampf am Satelliten obsiegt letztlich Daffy, der in die Rolle des Weltraumhelden Duck Dodgers geschlüpft ist, über Marvin, der ins Weltall davontreibt.
Auf der Erde wurden zwischenzeitlich DJ und Kate von Mr. Chairman gefangen genommen und gefesselt. Damian liegt verschnürt auf Eisenbahngleisen, auf denen sich in rasender Geschwindigkeit ein Zug nähert. DJ und Kate können zunächst sich selbst befreien und nach einem Kampf mit einem überdimensionalen Hund gelingt es DJ in letzter Sekunde, seinen Vater vor dem sicheren Tode zu retten. Zurück in der Zentrale entdecken sie, dass der Diamant, vor seiner Zerstörung, vom Satelliten aus exakt einen Strahl aussenden konnte. Dieser traf Mr. Chairman, welcher nun ein Affe ist. Am Ende gesteht Bugs Daffy zu, dass ihm dieser nun ebenbürtig sei.

## Hintergrund
Der Film wurde in Los Angeles und in den anderen Orten in Südkalifornien sowie in Las Vegas gedreht. Seine Produktionskosten betrugen schätzungsweise 80 Millionen US-Dollar. Der Film spielte in den Kinos der USA ca. 20,95 Millionen US-Dollar ein. Die weltweiten Erträge beliefen sich auf insgesamt nur etwa 68,5 Millionen US-Dollar. Er gilt daher als finanzieller Flop.

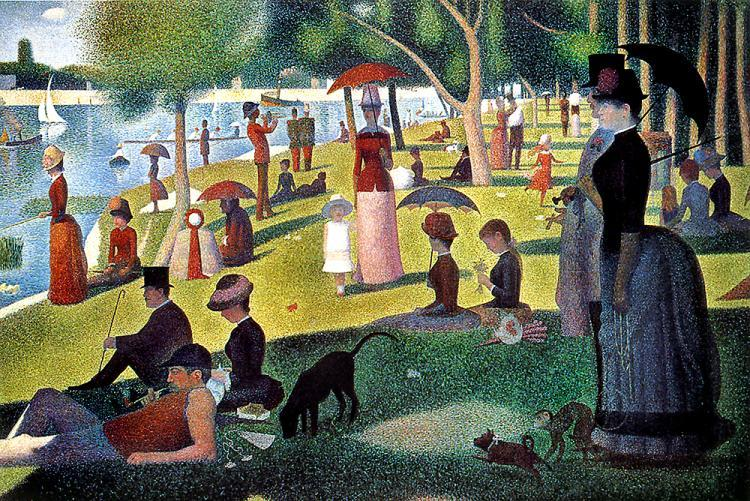
Georges Seurat: Ein Sonntagnachmittag auf der Insel La Grande Jatte

Bei den Gemälden, durch die Elmer Bugs und Daffy im Museum jagt, handelt es sich um Die Beständigkeit der Erinnerung von Salvador Dalí, Der Schrei von Edvard Munch, ein Moulin-Rouge-Plakat von Henri de Toulouse-Lautrec sowie Ein Sonntagnachmittag auf der Insel La Grande Jatte von Georges Seurat. Die hinterlegte Musik stammt aus Bilder einer Ausstellung von Modest Mussorgski, dem Höllen-Can-Can aus Orpheus in der Unterwelt von Jacques Offenbach sowie dem Konzert für Mandoline und Streichorchester, RV 425, von Antonio Vivaldi.
Die Vizepräsidenten von ACME werden nicht über ihre eigentlichen Namen, sondern über ihre Funktionen beziehungsweise Eigenschaften benannt. Diese teils sarkastischen, teils absurden Bezeichnungen lauten:
- Schlechte Ideen (Bad ideas): Mary Woronov
- Spricht aus, was ohnehin offensichtlich ist (Stating the obvious): Marc Lawrence
- Korinthenkacker (Nitpicking): Bill McKinney
- Ungerechtfertigterweise befördert (Unfairly Promoted): George Murdock
- Rhetorische Fragen (Rhetorical Questions): Robert Picardo
- Lernt nie etwas (dazu) (Never learning): Ron Perlman
- Kinderarbeit (Child labor): Vernon Wells
- Klettert (auf der Karriereleiter) nach oben (Climbing to the top): Leo Rossi

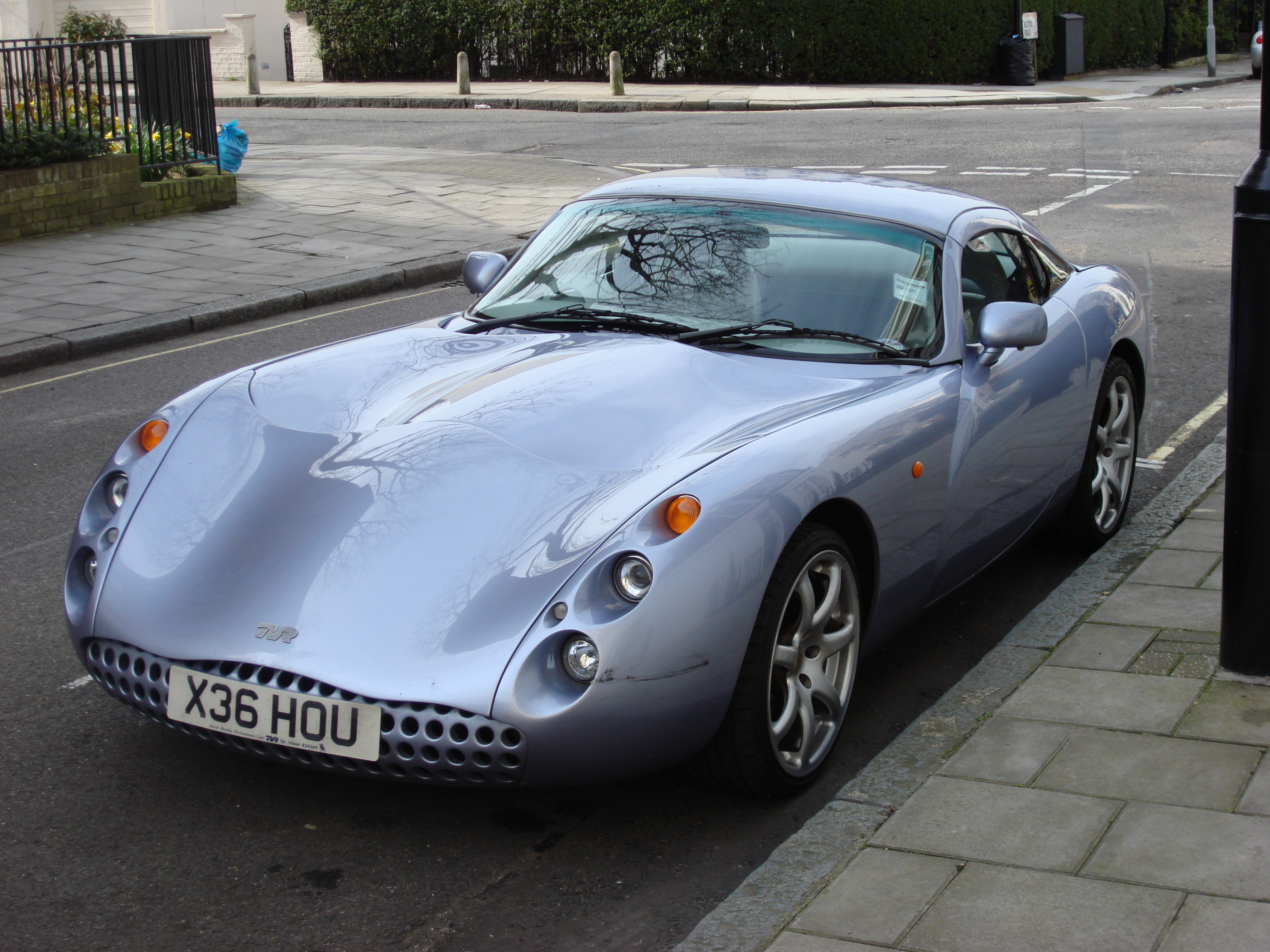
TVR Tuscan Speed 6

Die beiden Fahrzeuge der Hauptfiguren sind ein AMC Gremlin, mit dem DJ und Daffy unterwegs sind, sowie ein TVR Tuscan Speed 6, den Kate und Bugs benutzen. Letzterer hat diverse (fiktive) Extras eingebaut, wie sie auch in den Autos zu sehen sind, welche James Bond in seinen Filmen benutzt. Beim Aufruf von Mutter als Ziel zeigt das Navigationsgerät das Bild Arrangement in Grau und Schwarz: Porträt der Mutter des Künstlers von James McNeill Whistler an.
In der Area 52 hebt Bugs, nachdem Mutter einen Außerirdischen mittels einer Feder zum Lachen gebracht hat, ein Schild hoch, auf dem eine Schraube (englisch screw) und ein Ball zu sehen sind. In der englischen Sprache bezeichnet der Begriff Screwball eine eigenartige, skurrile, auch unberechenbare Person, wie sie in den Screwball-Komödien oft durch die weiblichen Hauptdarsteller verkörpert wurde.

### Science-Fiction-Verweise
Der Name der Area 52 verweist auf die Area 51, ein militärisches Sperrgebiet in Nevada, in dem die USA nach Ansicht von Verschwörungstheoretikern und Ufologen unter anderem Kontakte mit Außerirdischen pflegen und mit deren Technologien experimentieren. Ebenfalls im Südwesten der USA liegt die Kleinstadt Roswell, in deren Nähe sich 1947 der Absturz eines unbekannten Flugobjekts außerirdischer Herkunft ereignet haben soll. Auch wenn für diese Behauptung jeglicher stichhaltige Nachweis bis heute fehlt, ist dieses als Roswell-Zwischenfall titulierte Ereignis ein Bestandteil der amerikanischen Populärkultur. Das vermeintliche Aussehen der Außerirdischen spiegelt sich sowohl in dem mittlerweile als Fälschung enttarnten Santilli-Film über die Obduktion einer geborgenen Leiche als auch in dem Wesen in Area 52, das von Mutter gekitzelt wird, wider. Eine Tafel im Hintergrund verweist an dieser Stelle auf das Ereignis, besagt sie doch: Area 52. Keeping things from the American People since 1947.

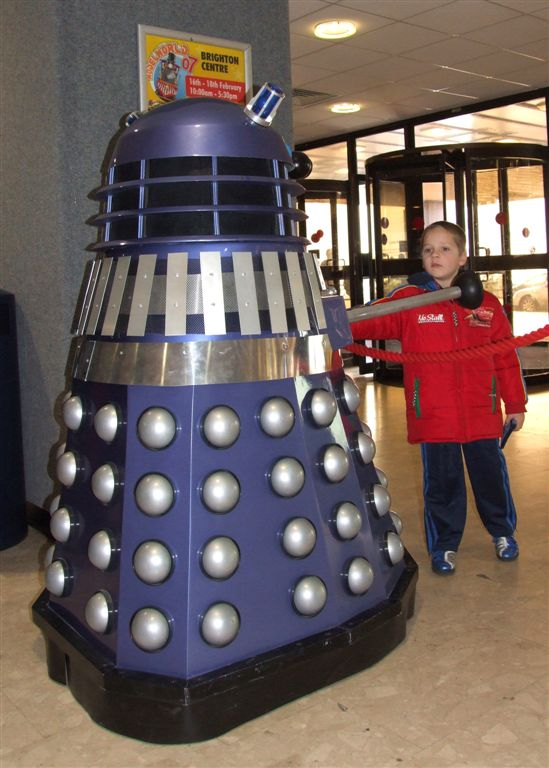
Ein Dalek, Brighton Modelworld

Viele Aliens, die in der Area 52 auftreten, sind in Wirklichkeit bekannte Filmmonster aus den 1950er und 1960er Jahren. Der dienstbare Roboter ist „Robby“ aus dem Film Alarm im Weltall von 1956. Unter den gefangenen Außerirdischen befinden sich zwei Daleks aus der seit langem laufenden, bekannten Science-Fiction-Fernsehserie Doctor Who (1963 bis heute), ein Mutant aus dem Film Metaluna IV antwortet nicht von 1955, der affenähnliche Außerirdische aus Robot Monster von 1953, der Besucher aus dem All aus The Man from Planet X (1951) sowie das lebende Gehirn mit Stielaugen aus dem Film Fiend Without a Face von 1958. Das einäugige Wesen mit dem keulenförmigen Kopf und den Armen, die wie Venusfliegenfallen aussehen, lässt an das Konzept außerirdischer Pflanzen erinnern, die auf der Erde ihr Unwesen treiben, filmisch umgesetzt beispielsweise bei den Triffids aus Blumen des Schreckens von 1962. Indirekte Verweise gibt es auch auf die sogenannten bug movies, in denen überdimensionale Gliederfüßer Angst und Schrecken verbreiten, wie beispielsweise Spinnen in Tarantula von 1955 oder Ameisen in Formicula von 1954.
Kurz zu sehen ist ein älterer Mann, der eine übergroße Schote wie von einer Hülsenfrucht trägt und eine Warnung vor sich hin murmelt. Dies stellt einen direkten Bezug zum Film Die Dämonischen von 1955 dar, in dem Menschen durch außerirdische Invasoren durch gefühllose Doppelgänger ersetzt werden. Der Hauptdarsteller von Die Dämonischen war Kevin McCarthy, der auch den älteren Mann spielt. Er wie auch die Schote sind in schwarz-weiß gehalten.
Zwei weitere Referenzen auf Science-Fiction-Filme aus der genannten Zeit sind in der endgültigen Fassung des Filmes nicht mehr enthalten, aber in der Darstellung der gelöschten Szenen auf der DVD zu sehen. Während Daffy auf seine Rückumwandlung vorbereitet wird, gelangt Material einer Fliege in die Flüssigkeit, aus der er zu diesem Zeitpunkt besteht. Nach seiner Wiederherstellung weist er Merkmale des Insekts auf, ebenso wie es dem Wissenschaftler Delambre 1958 in Die Fliege zum Verhängnis wurde. In der Afrika-Sequenz wird Daffy von einer fleischfressenden Pflanze verspeist, sein Gesicht erscheint anschließend in einer der Blüten. Gleiches geschah den Opfern der Pflanze Audrey jr. in Roger Cormans Kleiner Laden voller Schrecken von 1960.
Darüber hinaus gibt es zahlreiche Anspielungen auf den Science-Fiction-Film Krieg der Sterne (1977), so aktiviert Bugs Bunny gegen Ende des Films einen Laserstrahl, der aus einer seiner Karotten kommt, um so gegen Marvin zu kämpfen. Dessen „Bubble-gun“ erinnert an eine Seifenblasenpistole, ein Spielzeug, das sich vor allem während der späten 1960er bei Kindern großer Beliebtheit erfreute.

### Cameo-Auftritte
Im Film hat eine ganze Reihe von Persönlichkeiten einen Cameo-Auftritt. Der Regisseur des Batman-Filmes ist Roger Corman. Im Restaurant sieht man die Comic-Figuren Scooby-Doo und Shaggy an einem Tisch sitzen mit Matthew Lillard. Dieser hatte im Jahr zuvor in der Real-Verfilmung von Scooby-Doo die Rolle von Shaggy gespielt. In dem kurzen Gespräch wird er vom Comic-Shaggy für seine Darstellung kritisiert. Der junge Mann, dem Yosemite Sam und seine Kumpane seinen Sportwagen vor dem Kasino entwenden, ist Jeff Gordon, ein bekannter Rennfahrer. In dem eingespielten Film in Area 52, in dem die Hintergründe zum Diamanten erklärt werden, ist Peter Graves zu sehen. Die Darstellung entspricht dem Muster, in dem Graves in der Fernsehserie Kobra, übernehmen Sie als Jim Phelps zu Beginn der jeweiligen Folge seinen jeweiligen Auftrag erhält. In Afrika taucht in der Verwandlungssequenz kurz auch Michael Jordan auf. Jordan hatte mit Space Jam bereits zuvor einen Film mit Bugs und Daffy gedreht.

### Auftritte von Zeichentrickfiguren
Neben den bereits genannten Bugs Bunny, Daffy Duck, Marvin und Yosemite Sam hat auch eine Reihe anderer Zeichentrickfiguren einen Auftritt im Film. Mit zwei Ausnahmen entstammen sie dem Cartoon-Universum der Looney Tunes. Manche dieser Rollen sind Teil der Handlung, andere erscheinen eher im Hintergrund.
Der Jäger Elmer, in den Anfangssequenzen wie auch im Louvre zu sehen, ist bei etlichen Kurzfilmen mit Bugs und Daffy deren Gegenspieler. Wile E. Coyote wird von Mr. Chairman als Attentäter eingesetzt, scheitert dabei aber genauso spektakulär wie in seinen eigenen Filmchen, in denen er versucht, den Roadrunner, welcher ebenfalls kurz zu sehen ist, zu fangen. Typisch für die Streifen ist auch, wie hier im Film, die Bestellung diverser Gerätschaften und Hilfsmittel bei ACME sowie ein kurzes Standbild, unterlegt mit einem erfundenen lateinischen Namen. Nach Wiles Versagen kommt Taz, der Tasmanische Teufel, zum Einsatz, außerdem der verrückte Wissenschaftler Dr. Lorre, der auch dem Aussehen nach Peter Lorre nachempfunden ist.
In der Restaurantszene unterhalten sich Speedy Gonzales und Schweinchen Dick miteinander. Letzterer beendet, ebenso wie in vielen Looney-Tunes-Kurzfilmen, aus roten konzentrischen Ringen herausblickend den Film. Scooby-Doo und Shaggy einen Tisch weiter sind die einzigen Figuren, die nicht zu den Looney Tunes gehören, sondern von Hanna-Barbera stammen. Im Hintergrund verbringen Ralph Wolf und Sam Sheepdog gemeinsam ihre Mittagspause. An sich kein Problem, sehen sie, obwohl erbitterte Gegenspieler, ihre Rolle nur als ganz normalen Job. Als Ralph jedoch aus seiner Tasche als Mittagsmahl ein Schaf auspackt, welches er offensichtlich aus Sams Herde gestohlen hat, wird er von diesem verprügelt. Der singende und tanzende Frosch am Nachbartisch ist Michigan J. Frog. Er weicht hier von seiner normalen Rolle ab, da er ansonsten nur dann singt und tanzt, wenn außer seinem namenlosen Eigentümer keine weiteren Personen anwesend sind. Letzterer taucht auch kurz auf, packt den Frosch in eine Kiste und verschwindet wieder.
Als Beisitzer bei der missglückten Bewerbung DJs als Stuntman ist The Crusher zu sehen. Die Nachbarn der Drakes sind Sylvester, Tweety und Granny. In der Afrika-Sequenz tauchen sie ebenfalls auf, sind aber dort nur Verkleidungen, unter denen sich Mr. Chairman und seine Helfer verbergen.

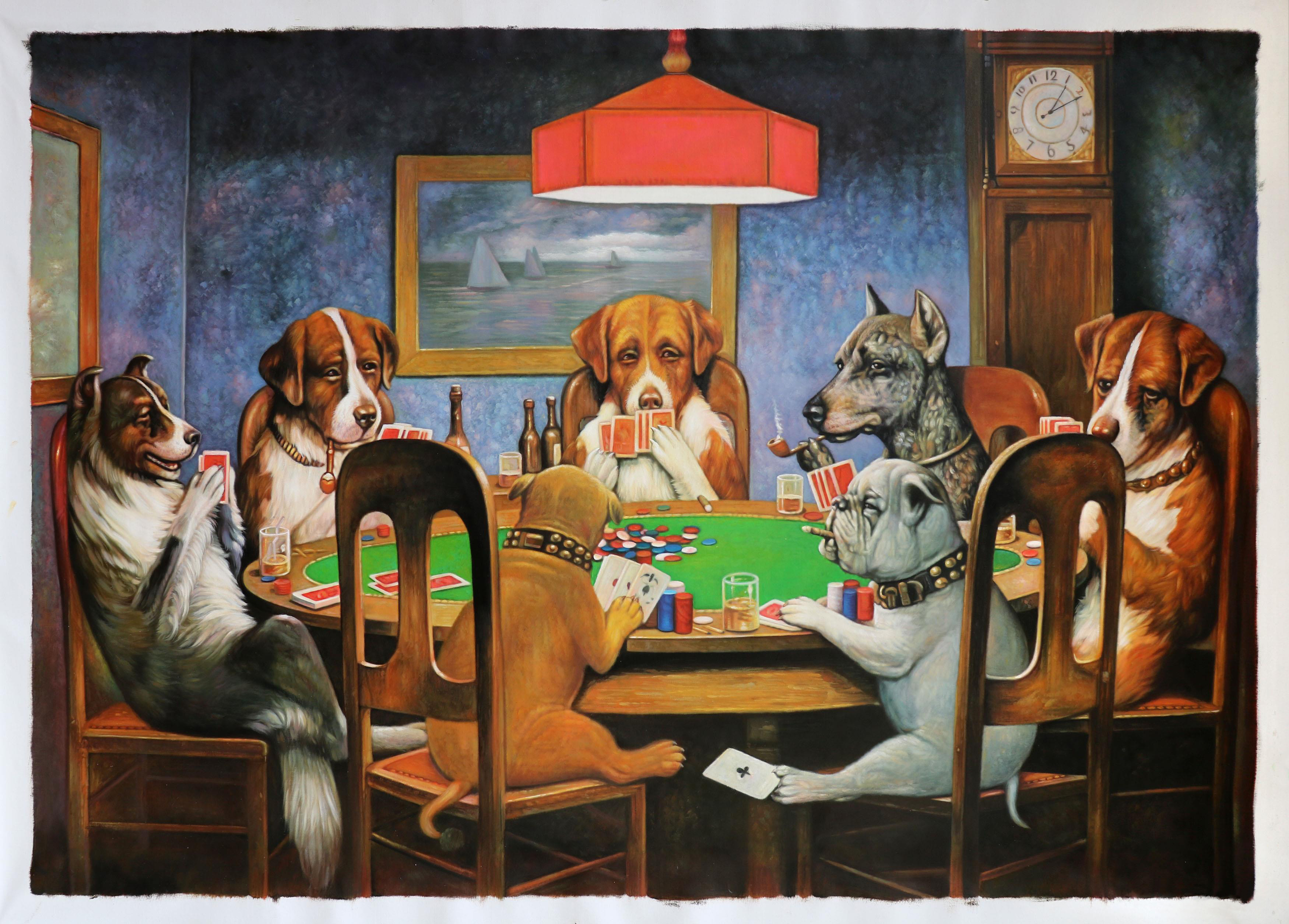
C. M. Coolidge: A Friend in Need

Die Kumpane von Yosemite Sam in Las Vegas sind der bärtige Nasty Canasta sowie Cottontail Smith. Eine Doppelrolle als Ansager für den Auftritt von Dusty Tail sowie als Kartengeber beim Black Jack hat Foghorn Leghorn. Während der Schlägerei im Kasino fällt DJ auf einen Tisch, an dem sieben Cartoon-Hunde Poker spielen. Die Zusammenstellung der Runde entspricht dabei dem Gemälde A Friend in Need aus der Reihe Dogs Playing Poker von C. M. Coolidge. Die am Spiel beteiligten Hunde sind Willoughby (ganz links), Charlie Dog (hinten links, mit dem Blümchen), Barnyard Dawg (ganz rechts) sowie Spike und Chester (hinten Mitte und rechts). Ham und Ex (vorne) reichen sich, wie auch in der Vorlage, heimlich unter dem Tisch Karten zu.
Kurzauftritte in Paris haben Pepé le Pew als Polizist, die drei Bären als Touristen sowie als Hubschrauberpilot Beaky Buzzard. Letzterer soll eigentlich ein Bussard sein, ist aber grafisch eher einem Kondor oder einem Geier nachempfunden.
Auf dem Bildschirm, über den Mr. Chairman mit seinen Gehilfen kommuniziert, blendet sich mehrfach kurz ein Film mit einer singenden Eule ein. Der Streifen aus dem Jahre 1936 heißt I Love to Singa, die Eule Owl Jolson. Am Ende des Filmes sind noch eine Reihe weiterer Figuren zu sehen, die Bugs an seiner Limousine Karotten zukommen lassen. Es tauchen auf: Charlie Dog, die Katze Heathcliff aus Dough Ray Me-ow (1948), Marc Antony mit dem Kätzchen Pussyfoot auf seinem Rücken, das Eichhörnchen aus Much Ado About Nutting (1953), Gruesome Gorilla, Egghead und Hippety Hopper.

## Besetzung
Die deutsche Synchronisation entstand im Auftrag der Interopa Film GmbH in Berlin. Stefan Mittag schrieb das Dialogbuch. Für die Dialogregie war Frank Schaff verantwortlich.
| Figur                                                   | Darsteller          | Deutscher Sprecher     |
| ------------------------------------------------------- | ------------------- | ---------------------- |
| DJ Drake                                                | Brendan Fraser      | Torsten Münchow        |
| Kate Houghton                                           | Jenna Elfman        | Sandra Schwittau       |
| Mr. Chairman                                            | Steve Martin        | Bernd Vollbrecht       |
| Damien Drake                                            | Timothy Dalton      | Lutz Riedel            |
| Dusty Tails                                             | Heather Locklear    | Bettina Weiß           |
| Mutter                                                  | Joan Cusack         | Philine Peters-Arnolds |
| Mr. Smith                                               | Bill Goldberg       |                        |
| Mr. Warner und sein Bruder                              | Don und Dan Stanton | Roland Hemmo           |
| Studio Chef (cameo)                                     | Roger Corman        | Frank-Otto Schenk      |
| Dr. Miles Bennell (cameo)                               | Kevin McCarthy      |                        |
| Jeff Gordon (cameo)                                     | Jeff Gordon         |                        |
| Matthew Lillard                                         | Matthew Lillard     | Philipp Brammer        |
| Acme VP                                                 | Marc Lawrence       |                        |
| Acme VP                                                 | Robert Picardo      | Michael Narloch        |
| Acme VP                                                 | Ron Perlman         | Michael Telloke        |
| Michael Jordan (cameo via Archivmaterial aus Space Jam) | Michael Jordan      | Leon Boden             |
| Gastgeber des Zivil Verteidigungs Film (cameo)          | Peter Graves        | Christian Rode         |
| Bugs Bunny                                              | Joe Alaskey         | Sven Plate             |
| Daffy Duck                                              | Joe Alaskey         | Gerald Schaale         |
| Sylvester                                               | Joe Alaskey         | Bernd Schramm          |
| Yosemite Sam                                            | Jeff Bennett        | Tilo Schmitz           |
| Foghorn Leghorn                                         | Jeff Bennett        | Horst Lampe            |
| Elmer Fudd                                              | Billy West          | Hans-Jürgen Wolf       |
| Tweety                                                  | Eric Goldberg       |                        |
| Marvin der Marsmensch                                   | Eric Goldberg       |                        |
| Speedy Gonzales                                         | Eric Goldberg       |                        |
| Pepé le Pew                                             | Bruce Lanoil        |                        |
| Granny                                                  | June Foray          | Bettina Schön          |
| Schweinchen Dick                                        | Bob Bergen          | Santiago Ziesmer       |
| Taz                                                     | Brendan Fraser      | Hans Oldenbürger       |
| Scooby-Doo                                              | Frank Welker        | Kai Taschner           |
| Zeichentrickfiguren kursiv                              |                     |                        |

## Rezeption
Roger Ebert schrieb in der Chicago Sun-Times vom 14. November 2003, der Film sei im ähnlichen Geist gehalten wie Falsches Spiel mit Roger Rabbit, aber er sei nicht genauso inspiriert.
Luke Sader schrieb in der Zeitschrift The Hollywood Reporter vom 10. November 2003, man würde den Film niemals mit dem „wegweisenden“ Falsches Spiel mit Roger Rabbit verwechseln, er enttäusche aber auch nicht. Joe Dante sei als Regisseur solcher Filme wie Gremlins – Kleine Monster und Die Reise ins Ich die „ideale“ Wahl; die „absurde“ Handlung weise „Schubkraft“ auf.
Das Lexikon des internationalen Films schrieb, die „episodisch erzählte Mischung aus Real- und Animationsfilm“ biete „tricktechnisch einige amüsante Kabinettstücke“, kranke jedoch stark an „einem einfallslosen Drehbuch“ und „lustlosen realen Schauspielern“.
Der Film als Bester animierter Film und die Musik von Jerry Goldsmith wurden im Jahr 2004 für den Saturn Award nominiert. Der Film wurde 2004 als Bester animierter Film für den Golden Satellite Award und den Online Film Critics Society Award nominiert. Der Film erhielt außerdem 2004 vier Nominierungen für den Annie Award.